# Quimioionización

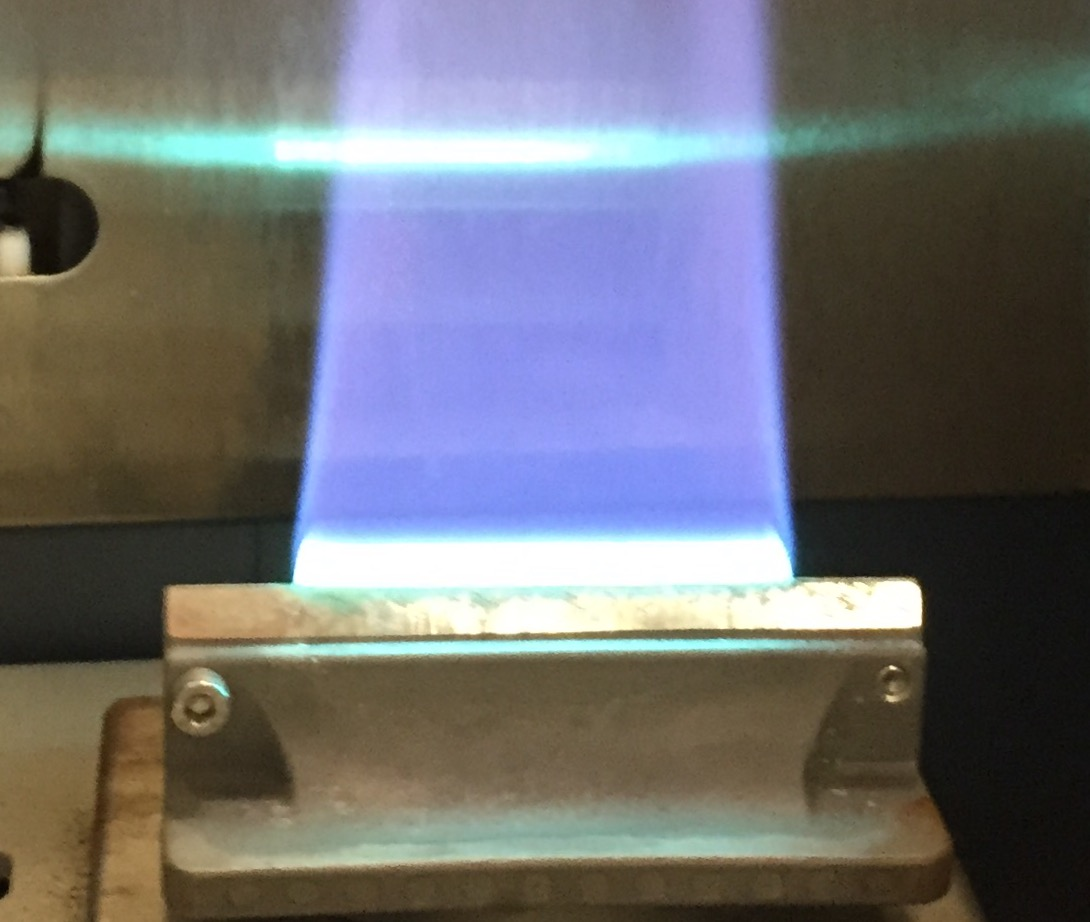
La mayor parte de la quimioionización se produce en la base de la llama.

La quimioionización es la formación de un ion a través de la reacción de un átomo o molécula en fase gaseosa con un átomo o molécula en un estado excitado, creando nuevos vínculos. Este proceso es útil en espectrometría de masas porque crea bandas únicas que pueden usarse para identificar moléculas. Este proceso es extremadamente común en la naturaleza, como parte de la reacción inicial primaria en las llamas.

## Historia
El término quimioionización fue acuñado por Hartwell F. Calcote en 1948 en el Tercer Simposio sobre Combustión y Llama, y Fenómenos de Explosión.
El Simposio potenció muchas de las primeras investigaciones sobre estos fenómenos en los años 1950. La mayoría de las investigaciones sobre este tema se realizaron en las décadas de 1960 y 1970.
Posteriormente ha pasado a ser parte de numerosas técnicas de ionización diferentes, utilizadas en espectrometría de masas.

## Reacciones
La quimioionización puede ser representada por
{\displaystyle {\ce {G^{\ast }{}+M->M^{+\bullet }{}+e^{-}{}+G}}}
donde G es la sustancia en estado excitado (indicado por el asterisco), y M es la sustancia que queda ionizada por la pérdida de un electrón para formar el radical catiónico (indicado por el superíndice formado por el signo más y el punto).
El ejemplo más común de quimioionización de Tipo-A ocurre en la llama de los hidrocarburos. La reacción puede ser representada como
{\displaystyle {\ce {O + CH -> HCO+ + e^-}}}
Esta reacción está presente en cualquier llama de hidrocarburo y puede dar cuenta de la desviación en la cantidad de iones esperable a partir del estado de equilibrio termodinámico. Este hecho puede entonces llevar a una quimioionización del Tipo-B, que puede ser representada como
{\displaystyle {\ce {HCO+{}+e^{-}->{H3O+ \atop C3H3}+M->M+{}+productos}}}
Así como
{\displaystyle {\ce {CH{}+O{}+M->CHO{}+M^{\ast }->M{}+{\mathit {h\nu }}}}}
M* representa un metal en estado excitado. Esta reacción ilustra la luz generada por la quimiorreacción de ionización, lo que se traduce en la conocida luz asociada con las llamas.

## Implicaciones astrofísicas
La quimioionización ha sido propuesta como un fenómeno presente en las atmósferas ricas en hidrógeno que rodean las estrellas. Este tipo de reacción llevaría a la formación de muchos más átomos de hidrógeno excitados que lo que prevén los modelos establecidos, afectando a la posibilidad de determinar las calidades ópticas apropiadas de las atmósferas solares con estos modelos.